# Храми Жмеринки
Нижче наведено список церков Жмеринки.

## Християнство

### Католицизм
- Костел святого Олексія — Римо-Католицька Церква — вулиця Одеська

### Православ'я
- Церква Святого Олександра Невського — Українська православна церква (Московський патріархат) — площа Миру
- Церква Святого Миколая — Українська православна церква (Московський патріархат) — провулок Миколаївський
- Церква Святого Михайла — Українська православна церква (Московський патріархат) — вулиця Космонавтів
- Церква Святого Пантелеймона — Українська православна церква (Московський патріархат) — вулиця Київська
- Церква Святого Олександра — Українська православна церква (Московський патріархат) — вулиця Долинська
- Церква Різдва Пресвятої Богородиці — Православна церква України — вулиця Миколи Борецького
- Церква Покрови пресвятої Богородиці — Російської старообрядна православна церква — вулиця Львівська

### Протестантизм
- Церква християн адвентистів сьомого дня — вулиця Братерства, Провулок Миколаївський
- Церква-молитвений дім християн віри Євангельської — вулиця Калинова
- Церква-молитвений дім Євангелістських християн баптистів — вулиця Свободи